# Basilica di San Gregorio Maggiore
La basilica di San Gregorio Maggiore si affaccia sul lato occidentale di piazza Garibaldi a Spoleto, in provincia di Perugia e arcidiocesi di Spoleto-Norcia; fa parte del vicariato di Spoleto.
Fu chiamata San Gregorio maggiore, per distinguerla da altre due chiese dedicate allo stesso santo. Una di queste, denominata San Gregorio minore o de griptis, col tempo scomparsa insieme ad altri edifici limitrofi, si trovava all'interno dell'anfiteatro romano, dove, secondo racconti agiografici, il santo venne ucciso. Un'altra chiesa, di origine non precisabile, era nella parte alta della città, dove il santo pare sia stato imprigionato prima del martirio. Questa si chiamava San Gregorio della Sinagoga perché situata in una zona abitata nel medioevo prevalentemente da ebrei.

## Storia e Descrizione

### La tradizione
Secondo la tradizione agiografica locale, la chiesa venne eretta in onore del prete martire spoletino Gregorio, che dopo torture e prigionia fu condannato alla decapitazione durante la persecuzione dei cristiani, sotto l'impero di Diocleziano e Massimiano. Giustiziato nel vicino anfiteatro romano intorno all'anno 304, il suo corpo venne raccolto, insieme ai resti di altri martiri, da una vedova del posto di nome Abbondanza, che fondò un cimitero cristiano e una prima chiesa nell'area dove sorge attualmente la basilica.
Circa quattro secoli dopo un'altra donna, anche lei di nome Abbondanza, avrebbe rinnovato il sacro edificio. Questa circostanza è da ritenersi certa data la presenza di vari frammenti preromanici conservati sul posto, tra cui un pluteo dell'VIII secolo, tuttora visibile sulla destra della cappella degli Innocenti, e anche dal rinvenimento di ossa umane negli anni 1904 e 1934 durante il rifacimento della pavimentazione della piazza antistante.
Alcune reliquie del santo sono state prelevate in varie epoche a partire dal X secolo; egli è infatti venerato anche a Colonia, Metz, Verdun, Cremona, Lussingrande e Firenze.

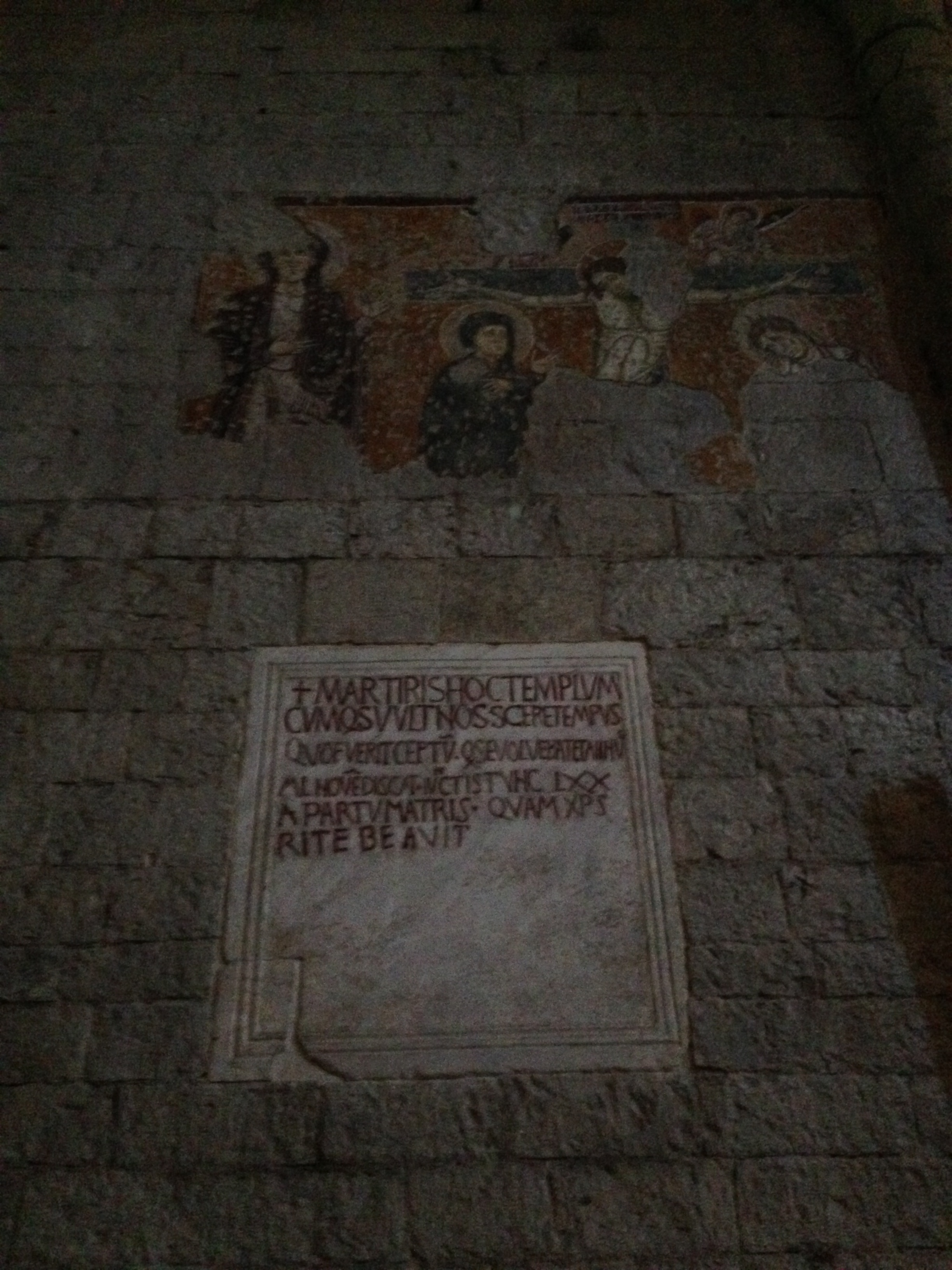
Scritta marmorea che ricorda l'anno d'inizio della costruzione

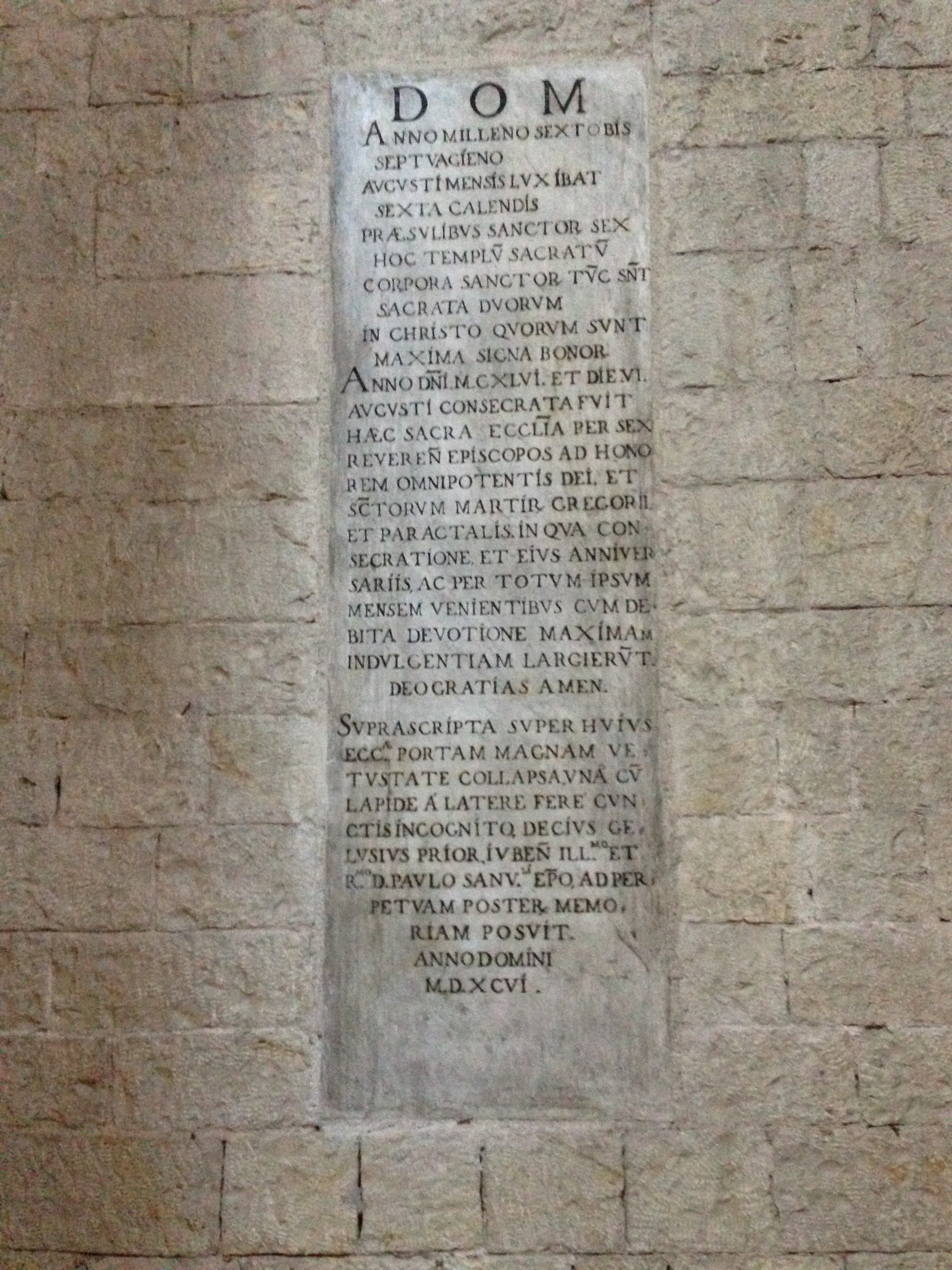
Scritta marmorea relativa alla cerimonia di consacrazione

### La costruzione
Venne riedificato un preesistente edificio di culto, presso un'area cemeteriale paleocristiana. All'interno della basilica sono visibili due iscrizioni che riportano due date importanti: il 1079 e il 6 agosto 1146. La prima ricorda l'anno di inizio dei lavori, la seconda anno, mese e giorno della consacrazione da parte di sei vescovi.
La maggior parte dell'edificio è databile fra l'anno di inizio lavori e la consacrazione, un arco di circa 67 anni. \A questo periodo sono riferibili:
- il campanile, solo nella parte inferiore, costruita con materiale di spoglio;
- la facciata, solo nella parte inferiore; era a quattro spioventi, ornata con trifora e due monofore;
- l'abside, compresi gli ornati cosmateschi del pavimento e le cospicue decorazioni pittoriche sul muro;
- il presbiterio rialzato con tre absidi;
- la cripta, con cinque navate separate da colonne ed archi a tutto sesto, con colonne di spoglio e capitelli, anch'essa con tre absidi; la struttura è simile a quella di altre cripte spoletine situate nella chiesa di San Sabino e nella Chiesa di San Ponziano.
- alcune colonne in pietre conce all'interno;
- Alcune delle decorazioni pittoriche nelle pareti laterali interne, di cui restano pochi frammenti (in controfacciata, all'inizio della navata sinistra sopra la lastra in marmo e più avanti nella navata sinistra, prima della scalinata verso la Cripta);
- la canonica.

Solo alcuni anni dopo la chiesa, non ancora protetta dalle mura cittadine, subì danni e spoliazioni nel 1155, durante la distruzione di Spoleto ad opera di Federico Barbarossa. Altri fenomeni, che nel corso dei secoli resero necessari ulteriori interventi, furono le frequenti inondazioni del vicino torrente Tessino, i cui depositi alluvionali determinarono l'elevamento del piano stradale circostante; infatti oggi nella chiesa si entra scendendo alcuni gradini.

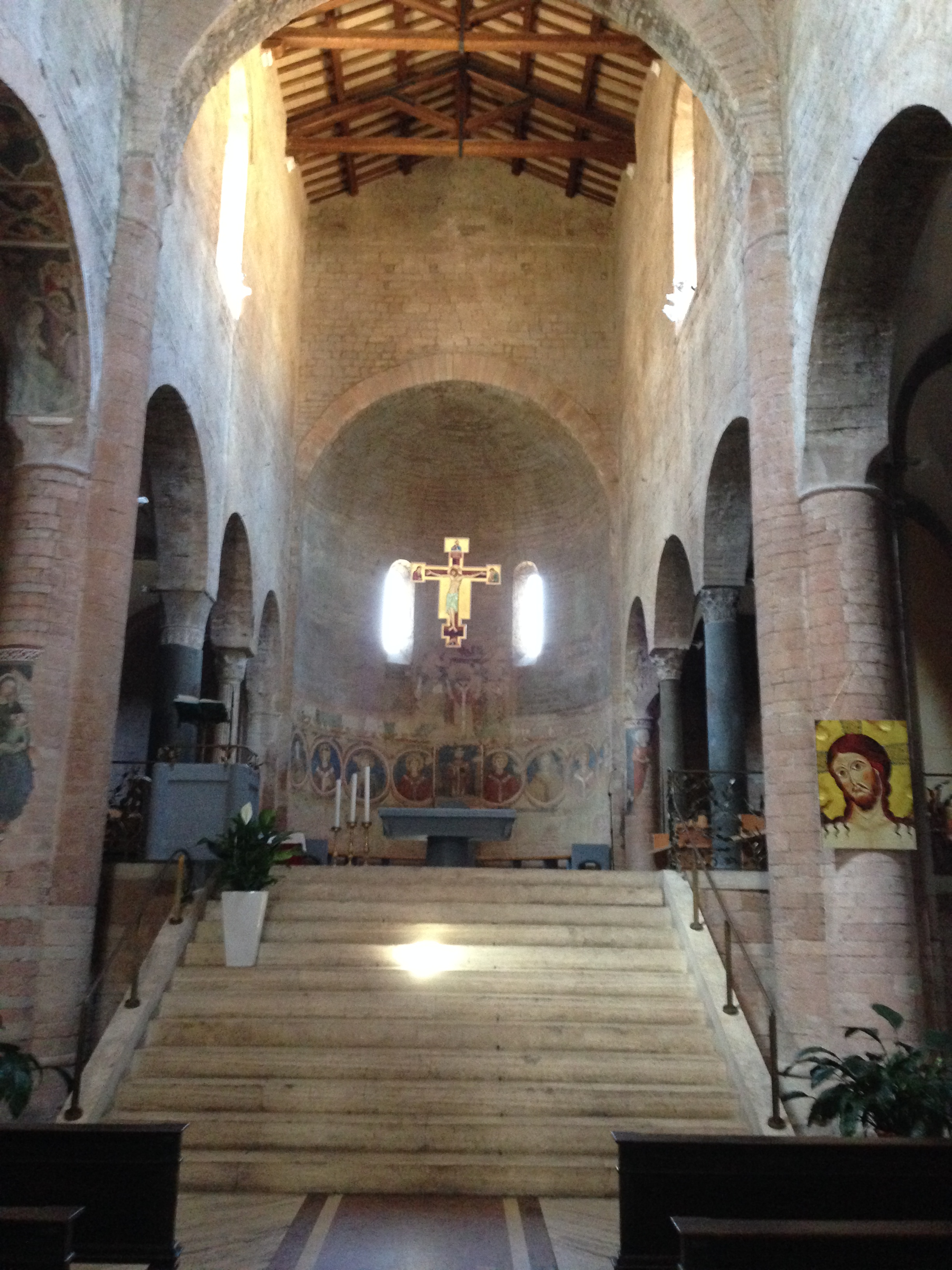
Il presbiterio rialzato

Intorno al 1160, a simbolo di rinascita civica e religiosa, si mise mano alla costruzione dell'hospitale per pellegrini, poveri e infermi situato tra la chiesa e il ponte sul Tessino (ponte Sanguinario). Malamente gestito dai canonici di San Gregorio, fu ben presto ridotto in gravi condizioni. Non potendo riattivare l'edificio semidistrutto, si preferì la costruzione di un nuovo ospedale, detto della Stella.

#### Rifacimenti nel Trecento
Per il desiderio di adeguarsi al nuovo gusto gotico, per il consolidamento di alcune strutture e per una costante volontà di imitare le caratteristiche del duomo, fu avviata un'altra fase di lavori nell'anno 1342. La facciata fu sopraelevata e trasformata a due spioventi, decorata con tre archi rincassati, i laterali acuti e il centrale a tutto sesto (vi fu dipinto un affresco nel 1413, ormai illeggibile).
Nello stesso periodo vennero edificate la sagrestia, rivestita di grandi armadi intagliati in noce, il chiostro a due ordini e la cappella degli Innocenti, con funzione di Battistero.
Per importanza divenne la terza chiesa della città dopo il duomo e la chiesa di San Pietro extra moenia.
Nel 1388 in occasione del ritrovamento di resti attribuiti al martire Gregorio, poi adeguatamente custoditi in un reliquiario di pietra, si effettuarono altri interventi di abbellimento e completamento dell'edificio.

#### Nel Quattrocento/Cinquecento
Furono aperte alcune arcate nelle navate laterali per ospitare cappelle sporgenti rispetto ai muri perimetrali: cappella in onore dei SS. Giacomo Maggiore e Gregorio Papa, cappella San Michele Arcangelo, cappella San Paolo. L'interno venne arricchito da un tabernacolo in argento, da un gonfalone a due ante dipinto dallo stesso autore dell'affresco del rincasso centrale, tal Giovanni da Foligno, e dal ciborio sull'altare. Il campanile fu completato nel 1492 (data di acquisto della palla collocata sulla guglia).

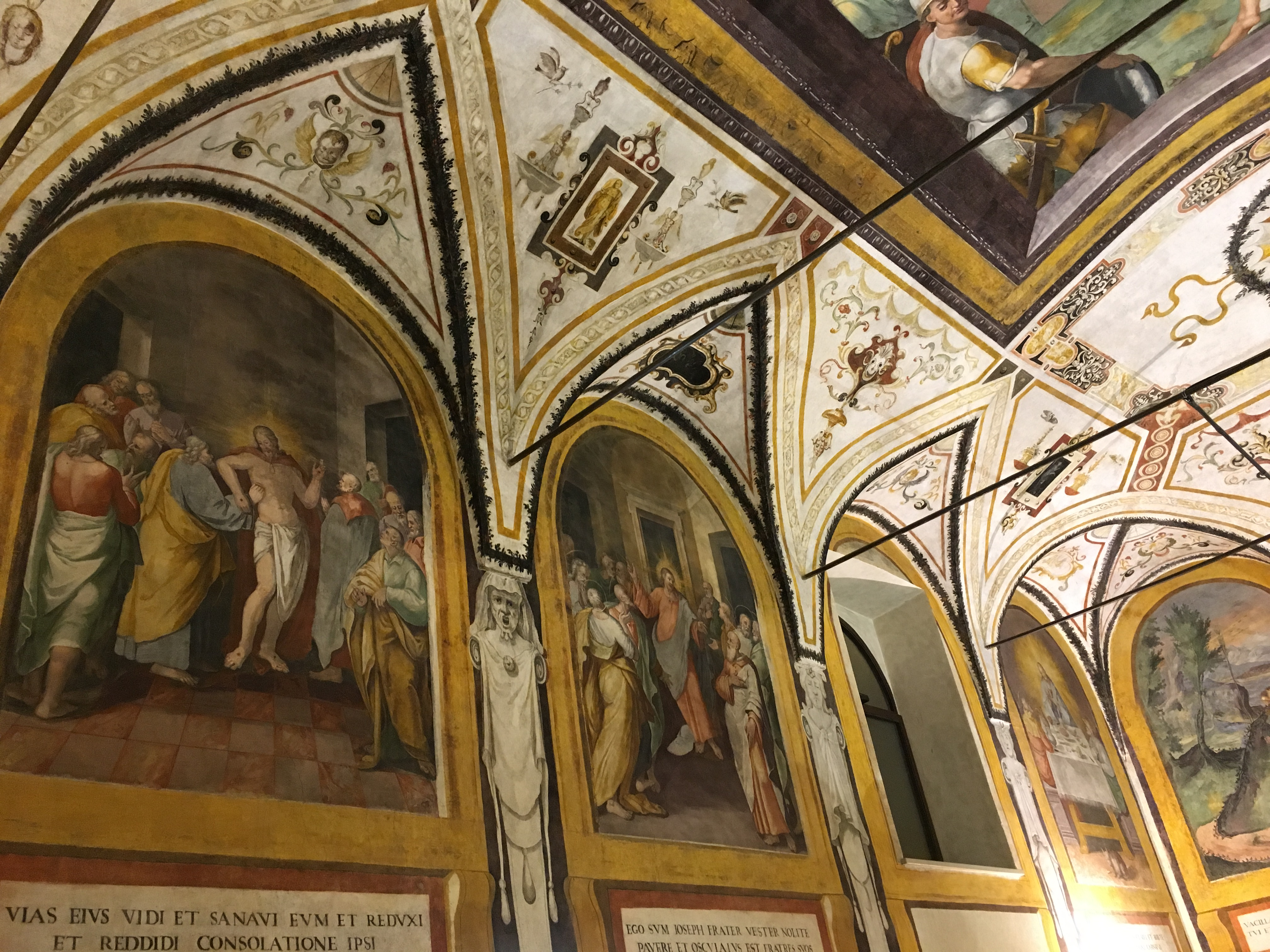
Oratorio della Resurrezione

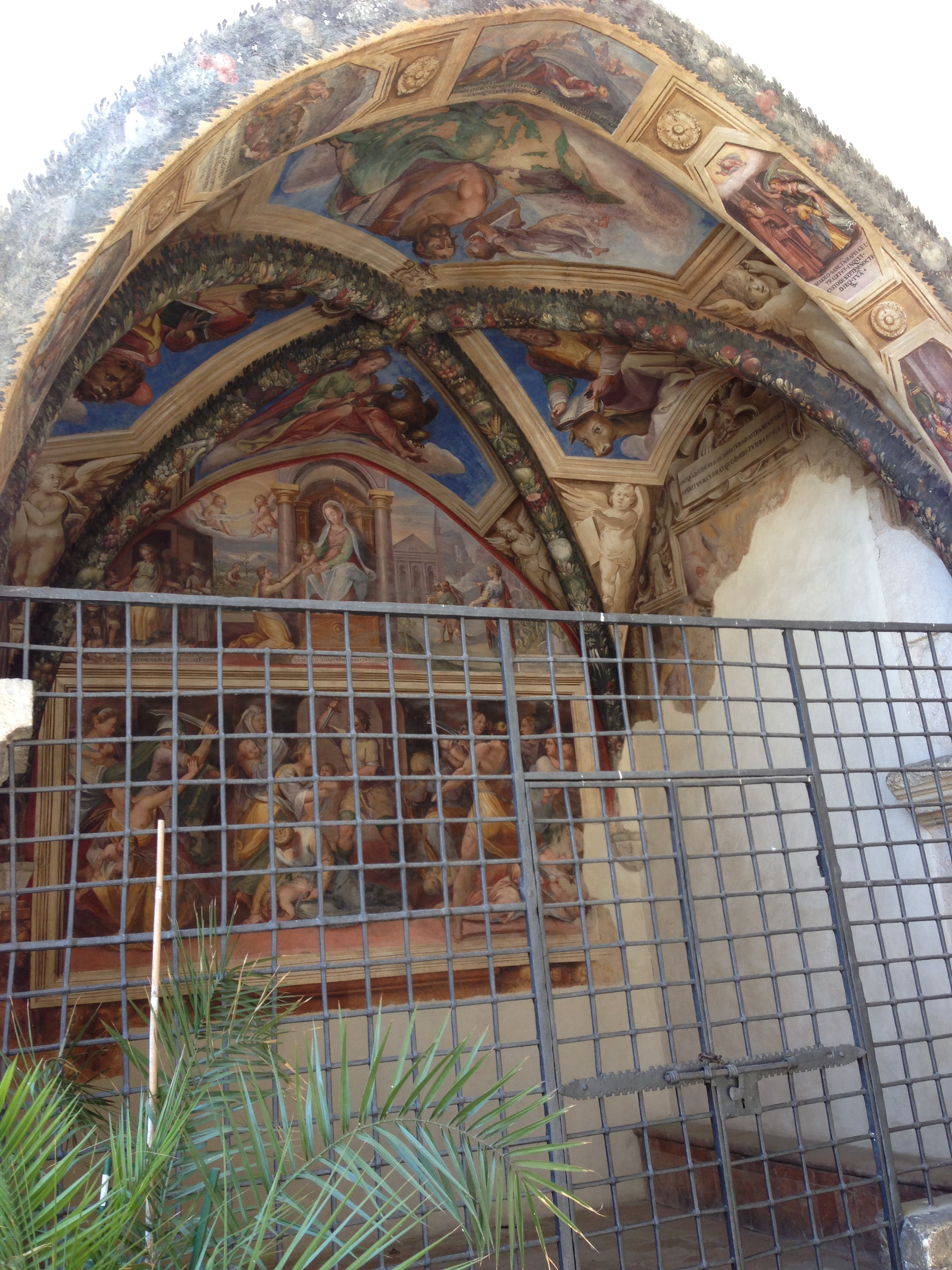
Cappella degli Innocenti

Un altro rinnovamento importante fu quello del 1520 quando fu aggiunto il portico rinascimentale a tre fornici e il portale costruito per volere del vescovo Paolo Sanvitale nel 1597. Venne affrescata la cappella degli Innocenti, probabilmente dai fratelli Camillo e Fabio Angelucci di Mevale che, oltre a le Storie di vita di Sant'Abbondanza e la strage degli Innocenti, vi dipinsero anche una pianta panoramica della città. Nel 1593, con un ciclo di affreschi raffiguranti le storie relative alla Resurrezione, il pittore Perino Cesarei dipinse le pareti dell'Oratorio della Confraternita della Resurrezione, ampio locale sulla destra del campanile.

#### Nel Seicento/Settecento
Nel '600 avvennero sostanziali cambiamenti delle strutture originarie, che così persero il primitivo aspetto romanico a favore di un gusto baroccheggiante. Fu intonacata la facciata, chiusa la trifora, ampliato il grande rincasso ovato centrale; la cappella degli Innocenti venne chiusa da una balaustra di ferro. Si saliva al presbiterio tramite due rampe laterali di 8 gradini di pietra; per andare nella cripta si scendevano due rampe semicircolari. L'altare maggiore conservava il ciborio del '400. La chiesa era munita di un coro ligneo, un trono vescovile e di un organo intagliato, posto in corrispondenza del rincasso centrale della facciata. Il campanile ospitava cinque campane e l'orologio. Si aggiunsero le cappelle visibili ancora oggi: la cappella di San Giuseppe, di un santo vescovo, del SS. Crocifisso e della Pietà (oggi detta del Sacramento.
Nel '700 la chiesa era in grande decadenza sia economica sia strutturale, tanto che nel 1715 la cripta venne chiusa al culto. Il vescovo Carlo Giacinto Lascaris avviò rapidamente il restauro della cripta, del portico e dei dipinti della cappella degli Innocenti. In questo ulteriore intervento si riconfermò il gusto baroccheggiante dell'interno con imbiancatura e ampia sovrapposizione di stucchi. Si compì nel 1744 la mascheratura barocca dell'altare maggiore. Un bel dipinto aggiunto probabilmente in questo periodo sulla parete sinistra fu San Giuseppe con bambino di Sebastiano Conca.

#### Dall'Ottocento ai giorni nostri
Nel XIX secolo continuarono manomissioni e trasformazioni che stravolsero completamente l'interno; l'intento era sempre uniformarsi ai cambiamenti stilistici del duomo, dove Giuseppe Valadier aveva dato un tono neoclassico; fu così che andarono persi l'altare maggiore, sostituito da uno molto più grande, e il ciborio. Venne anche stravolta la cripta che dovette accogliere ulteriori colonne approntate per sostenere il presbiterio ingrandito.
Nel XX secolo si manifestò un progressivo interesse per le opere d'arte e la loro conservazione. Grazie soprattutto a Giuseppe Sordini, archeologo spoletino (1853-1914), nel 1907 vennero tolte le mascherature barocche e recuperate le strutture originarie romaniche ancora esistenti.

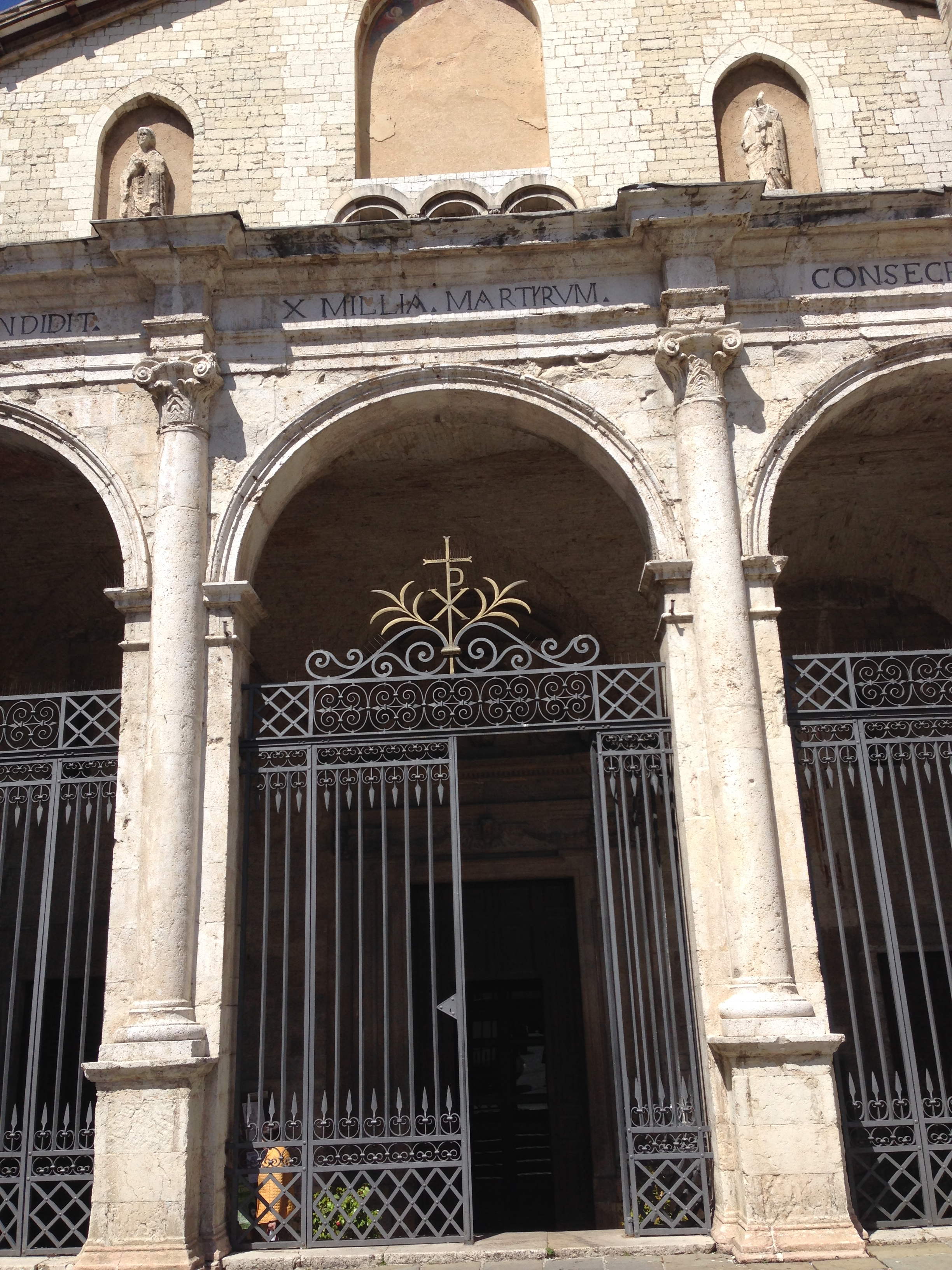
Ingresso con cancelli in ferro di Lamberto Bertini

I cancelli in ferro a delimitare il portico si devono al fabbro spoletino Lamberto Bertini e furono aggiunti all'inizio del XX secolo. Nel 1921 la chiesa accolse le spoglie provenienti dal santuario della Madonna di Loreto, della beata Cristina da Spoleto, poi traslata a Calvisano nel gennaio 2015. Nel 1932 il comune arricchì la chiesa di un'opera d'arte attribuita a Benedetto da Rovezzano, un tabernacolo in pietra datato 1523 posto nella cappella del Sacramento (ex della Pietà), proveniente dal monastero della Stella.
Nello stesso periodo, nei rincassi laterali della facciata, vennero inserite le statue dei santi Gregorio e Parattale (o Abbondanza), prima situate all'interno della cappella degli Innocenti.
Nel secondo dopoguerra l'edificio fu riportato all'aspetto che si credeva avesse alla fine del XV secolo.
La pianta a tre navate con il presbiterio rialzato e la sottostante cripta venne presa a modello per le chiese più importanti della zona, tra cui San Giuliano, San Felice di Giano, San Brizio, Abbazia di San Pietro in Bovara, ecc.
Un massiccio intervento di ristrutturazione avvenne tra il 2004 e il 2007; il culto venne spostato nella chiesa di Santa Maria della Concezione, opportunamente riaperta dopo un lungo periodo di chiusura. Nel 2013 vennero restaurati i dipinti murari del chiostro.

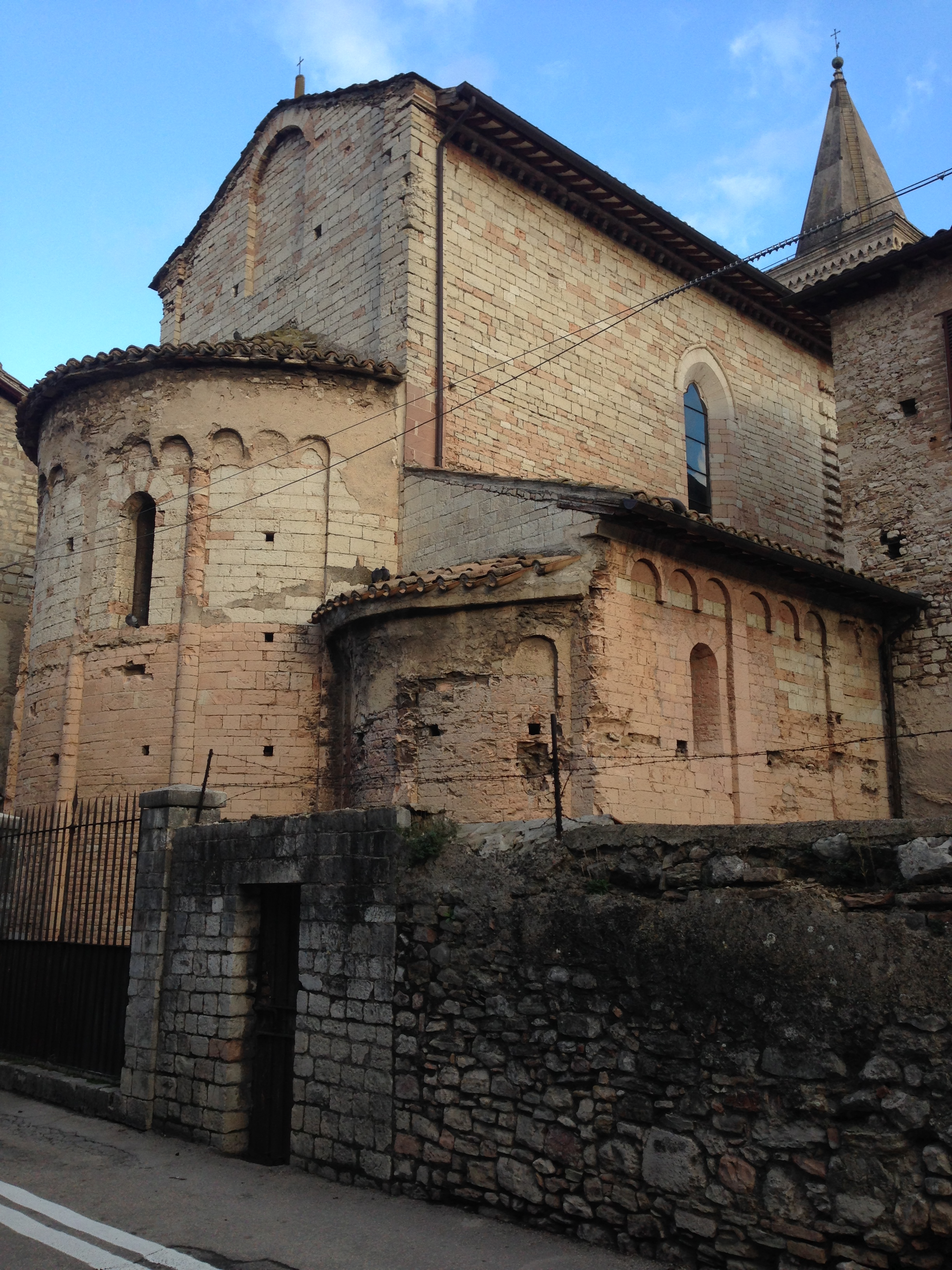
Abside